# Raphanus
Raphanus es un género de la familia Brassicaceae de plantas de flores. Tiene 126 especies y taxones infraespecíficos descritos, de los cuales una centena son sinónimos, 20 pendientes de resolución taxonómica y solo 8 aceptados (4 especies y 4 taxones infraespecíficos). Incluye el rábano cultivado y el rábano salvaje.
- Observaciones: Género de origen asiático y europeo-mediterráneo, actualmente cosmopolita, que podría  concebirse como constituido por una sola especie, Raphanus raphanistrum, muy polimorfa, de la que habría surgido además por domesticación el rábano cultivado (Raphanus sativus).[3]

## Descripción
Hierbas anuales, bienales o perennes, con pelos simples y raíz axonomorfa, a veces engrosada. Tallos erectos, ramificados con hojas basales lirado-pinnatisectas y las superiores, menos divididas. Flores en racimos  sin brácteas. 4 sépalos erectos, los laterales ligeramente gibosos en la base, y 4 pétalos con uña larga, blancos, blanco-amarillentos, rosados o púrpura, con nerviación violácea. Androceo formado por seis estambres, de los cuales los dos laterales son más cortos que los cuatro centrales, con filamentos sin apéndices y anteras oblongas, obtusas. Nectarios medianos de hemiesféricos a cilíndrico-filiformes; los laterales, pequeños y prismáticos. Frutos en silicua indehiscente, con dos artejos; el inferior rudimentario, generalmente sin semilla; el superior más o menos cilíndrico, de forma alargada y con constricciones o en forma de collar, terminado en un pico más o menos largo, con una o varias semillas en una sola fila – que en la madurez se descompone ocasionalmente de manera transversal en fragmentos monospermos. Semillas de ovoideas a subesféricas, reticuladas, pardas en la madurez, con cotiledones conduplicados.

## Taxonomía
El género fue descrito por Carlos Linneo y publicado en Species Plantarum 2: 669. 1753.
Etimología
Raphanus: nombre genérico que deriva del Griego ράφανος y luego el Latín rǎphǎnus, -i que designaba el Raphanus sativus y sus variedades, en particular la variedad niger, en la antigüedad, y viene descrito en la Historia naturalis (19, XXVI, 80) de Plinio el viejo.

## Especies y taxones infraespecíficos

### Especies y sub-especies aceptadas
- Raphanus caudatus L. - sureste asiático
- Raphanus confusus Al-Shehbaz & Warwick - Oriente próximo
- Raphanus indicus Sinskaya
- Raphanus raphanistrum L. - cosmopolita
  - R. raphanistrum landra (Moretti ex DC.) Bonnier & Layens
  - R. raphanistrum raphanistrum
  - R. raphanistrum rostratus (DC.) Thell
  - R. raphanistrum sativus (L.) Domin

### Especies y sub-especies presentes enEuropa, con sus sinónimos
- Raphanus landra Moretti ex DC., sinónimo de R. raphanistrum L. subsp. landra (Moretti ex DC.) Bonnier & Layens
- Raphanus maritimus Sm., sinónimo de R. raphanistrum L. subsp. maritimus (Sm.) Thell.
- Raphanus microcarpus Lange, sinónimo de R. raphanistrum L. subsp. microcarpus (Lange) Thell.
- Raphanus raphanistrum L., sinónimo de Raphanus sylvestris Lam.
  - Raphanus raphanistrum L. subsp. raphanistrum, sinónimo de R. raphanistrum L. subsp. segetum Clavaud
  - Raphanus raphanistrum L. subsp. landra (Moretti ex DC.) Bonnier & Layens, sinónimo de R. landra Moretti ex DC.
  - Raphanus raphanistrum L. subsp. maritimus (Sm.) Thell., sinónimo de R.maritimus Sm.
  - Raphanus raphanistrum L. subsp. microcarpus (Lange) Thell., sinónimo de R. microcarpus Lange
  - Raphanus raphanistrum L. subsp. rostratus (DC.) Thell., sinónimo de R.rostratus DC.
  - Raphanus raphanistrum L. subsp. segetum Clavaud, sinónimo de R. raphanistrum L. subsp. raphanistrum
- Raphanus rostratus DC., sinónimo de R. raphanistrum L. subsp. rostratus (DC.) Thell.
- Raphanus sativus L.
- Raphanus sylvestris Lam., sinónimo de R.raphanistrum L.[5]

### Especies presentes en lapenínsula ibérica
Raphanus raphanistrum, la Rabaniza y Raphanus sativus, el Rábano cultivado se diferencian fácilmente el uno del otro por el tamaño del pico de sus frutos (erectos) de artejos más o memos numerosos: es bastante  corto (1-2cm) en el caso del segundo, y mucho más largo (hasta 5cm e incluso más) para la Rabaniza (o Rábano silvestre). En el resto de los caracteres morfológicos las dos especies son muy parecidas, hasta en las semillas reticuladas.